# Lukas Loules
Lukas Loules (né Lukas Hilbert, le 23 décembre 1972 à Hambourg) est un compositeur allemand, parolier, producteur de musique et chanteur. Il est connu pour avoir écrit ou coécrit des chansons pour les artistes américains comme Chris Brown, Carly Rae Jepsen voire Ke$ha.

## Discographie

### Albums
- The Future – "Isabell Pubertät & Ich bin wie ich bin!" (1984)
- Hauden & Lukas – "Kopfhörer" (1988)
- Lukas – "Lukas" (1991)
- Lukas – "Simsalabim" (1993)
- ROH – "Wie krieg ich die Zeit Bis zu Meiner Beerdigung Noch Rum" (1997)
- ROH – Was Viele nicht zu Singen Wagten (1998)
- ROH – Rohmantisch (1999)
- Lukas Hilbert – Der König bin Ich (2005)

### Singles
- 1992: Lukas – S.O.S.
- 1992: Lukas – Astronauten
- 1993: Lukas – Schenk mir dein Herz
- 1993: Lukas – Gameboy
- 1996: ROH – Ich möchte nicht mehr mit der KF verwechselt werden
- 1997: ROH – Onanie ist voll in Ordnung, egal wie alt du bist
- 1999: ROH – Ich liebe dich
- 2000: ROH – Du brennst immer noch in mir
- 2000: Peter Maffay feat. Roh – Rette mich
- 2003: Oli P. feat. Lukas – Alles ändert sich
- 2003: Oli P. feat. Lukas – Neugeboren
- 2004: Lukas Hilbert – Was ich an dir mag (#3 in DE)
- 2004: Lukas Hilbert – Weihnachten wär geiler, wär der Weihnachtsmann 'ne Frau
- 2005: Lukas Hilbert & Tryna – Kommt meine Liebe nicht bei dir an (#18 in DE)
- 2005: Lukas Hilbert – Stell dir vor (#75 in DE)
- 2005: Lukas Hilbert – Du bist ich (Titelsong zur ProSieben-Sendung „Freunde“) (#73 in DE)
- 2006: Lukas Hilbert & Tryna – Ganze Welt (#30 in DE)

### Production
- 1991: Udo Lindenberg – Album Ich will Dich haben
- 1994: Fabian Harloff – Liebe pur
- 1996: Fabian Harloff – I Follow You
- 1997: Blümchen – Schmetterlinge
- 1997: Blümchen – Achterbahn
- 1999: Blümchen – Heut ist mein Tag
- 2000: Blümchen – Denkst du manchmal noch an mich?
- 2003: Dogma – In den Himmel fallen
- 2003: Die Prinzen – Monarchie in Germany (#17 in DE)
- 2004: Nu Pagadi – Sweetest Poison
- 2004: Big Brother Allstars – Unser Haus
- 2004: Dschungel Allstars – Ich Bin ein Star
- 2004: Oli P. – Unsterblich
- 2006: U 96 feat. Ben – Vorbei
- 2006: U 96 feat. Das Bo feat. Tryna – Put On the Red Light
- 2009: Nena – Wir sind wahr
- 2010 : Venke Knutson – Jealous ’Cause I Love You
- 2010 : The Saturdays – Missing You
- 2011 : Wonder Girls – Nu Shoes
- 2012 : Wonder Girls ft. Akon – Like Money (en)
- 2012 : Carly Rae Jepsen – Tonight I'm Getting Over You (en)
- 2012 : Ke$ha – All That Matters (The Beautiful Life)
- 2012 : Chris Brown – Nobody’s Perfect